# کالوتورو
کالوتورو (به ایتالیایی: Caltavuturo) یک کومونه در ایتالیا است که در استان پالرمو واقع شده‌است.

## خصوصیات
کالوتورو ۹۷٫۲ کیلومترمربع مساحت و ۴٬۴۴۰ نفر جمعیت دارد و ۶۳۵ متر بالاتر از سطح دریا واقع شده‌است.